# تضمینی برای امنیت نیست
تضمینی برای امنیت نیست (انگلیسی: Safely Not Guaranteed) یک فیلم کمدی رمانتیک و علمی تخیلی آمریکایی محصول سال ۲۰۱۲ میلادی به کارگردانی کالین ترورو است. این فیلم در جشنواره فیلم ساندنس سال ۲۰۱۲ نمایش داده شد و در آنجا جایزه فیلمنامه‌نویسی والدو سالت را گرفت.

## بازیگران
- آبری پلازا
- مارک دوپلاس
- جیک جانسون
- کاران سونی
- جنیکا برگر
- مری‌لین رایسکوب
- کریستن بل
- جف گارلین
- ویلیام هال جونیور[۸][۹][۱]

## خلاصه داستان فیلم
در آگهی کوتاه روزنامه نوشته شده: "به شخصی برای همراهی در سفر به گذشته نیازمندم. باید برای خودتان سلاح بیاورید. من پیش از این تنها یک بار این کار را انجام داده‌ام. تضمینی برای امنیت نیست …